# Phare de Hook
Le phare de Hook ou phare de Hook Head est un phare situé sur la pointe de la péninsule de Hook (en) en mer d'Irlande dans le Comté de Wexford (Irlande). Il marque l'entrée du Waterford Harbour dans l'embouchure des The Tree Sisters
Il est l'un des plus anciens phares dans le monde, sa structure actuelle existe depuis près de 800 ans, et le plus vieux encore en exploitation. Il est exploité par les Commissioners of Irish Lights.

## Histoire
La tour existante date du XIIe siècle, bien que la tradition indique que Dubhán, un missionnaire du Comté de Wexford, y a établi une forme de balise dès le Ve siècle. Le promontoire est aussi connu sous le nom de « tour de Hook ».
La tour a été construite par le William Marshall, Comte de Pembroke, qui a succédé à Strongbow comme Seigneur de Leinster. Il avait établi un port dans la ville de New Ross, à 30 km en amont de la rivière. Pour que ce nouveau port puisse recevoir les navires en toute sécurité, il avait construit une tour de 36 m de haut à l'embouchure du port de Waterford. L'année exacte de construction n'est pas connue, mais Pembroke est arrivé dans la région en 1201 et la première carte qui montre le phare en fonction est datée de 1240, donc la construction a dû avoir lieu entre ces dates.
Les premiers gardiens du phare furent un petit groupe de moines dont le petit monastère était situé sur la péninsule. Ils allumaient des feux d'alarme et des balises tout au long des années pour avertir les marins des rochers dangereux de la péninsule.
Le phare de Hook est l'un des exemples les plus fascinants de l'architecture médiévale en Irlande. La tour est haute de quatre étages avec des murs ayant jusqu'à 4 m d'épaisseur. La tour elle-même se compose de trois chambres à voûtes à nervures dans l'étage inférieur tandis que la section supérieure plus étroite portait les feux. Ces deux étages sont reliés à un escalier mural de 115 marches. La tour a été construite en calcaire local et le bâtiment d'origine est toujours intact. Le premier étage a 13 m de diamètre à la base et chaque étage contient une cheminée en pierre datant du XIIIe siècle. Dans l'épaisseur de la paroi il y a un certain nombre de chambres murales, y compris deux toilettes. Le niveau supérieur mesure 6 m de diamètre : à l'origine il contenait les feux de balisage, qui furent remplacés par la lanterne. Des signaux de brouillard ont aussi été utilisés, c'était des sortes de petits canons disposés au bord de la falaise. Bien plus tard, une corne de brume à air comprimé fut installé, sonnant toutes les 45 secondes.

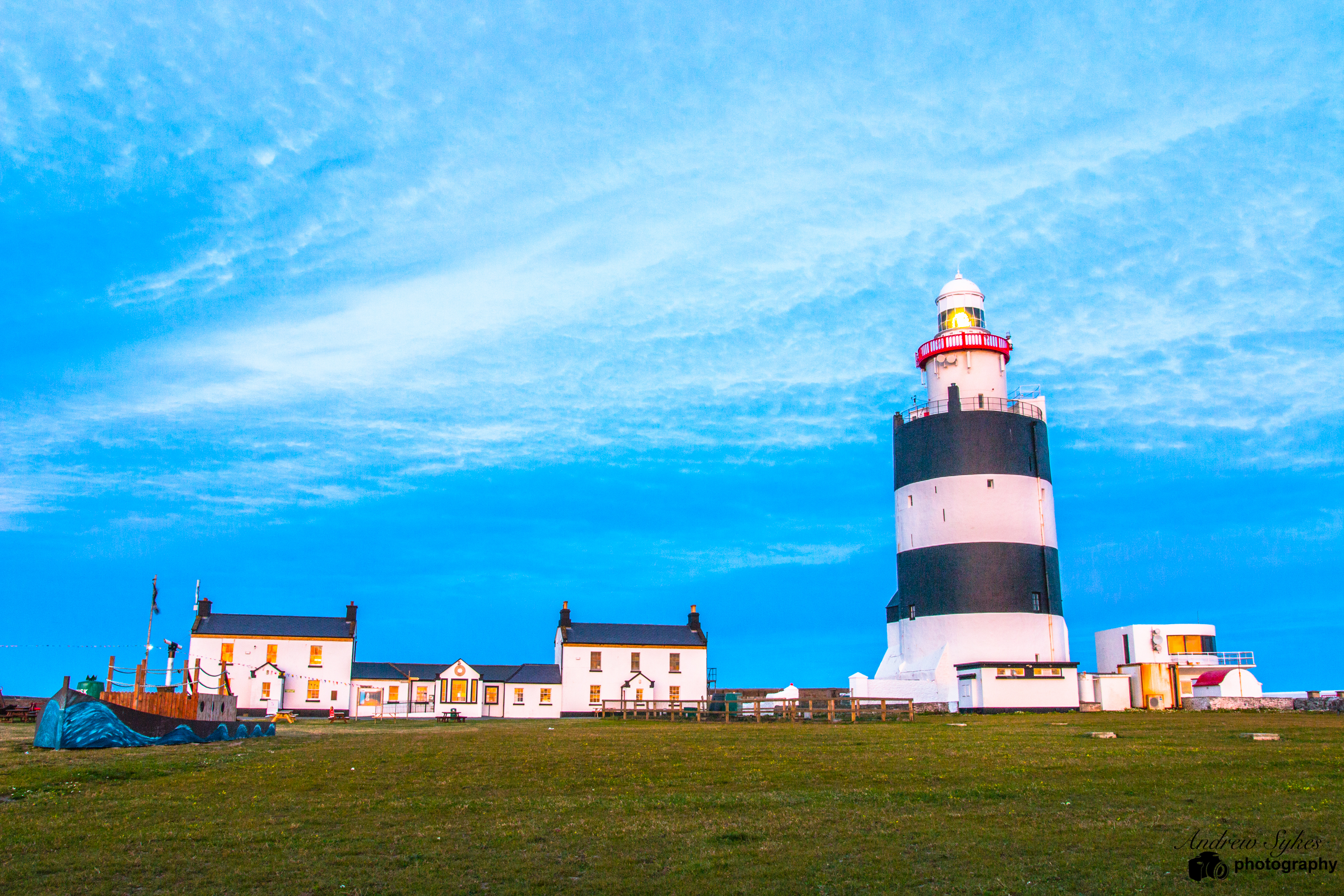
Structure du Phare de Hook

Les moines ont quitté ce service en étant remplacés par les premiers gardiens de phare au milieu du XVIIe siècle. En 1671, une nouvelle lampe fonctionnant au charbon a été installé sur le dessus de la tour pour remplacer les anciens feux. En 1791, la lampe a été remplacée par une lanterne d'environ 3,65 m diamètre contenant douze lampes à huile de baleine. En 1871, de nouveaux feux à gaz ont été installés, le gaz étant fabriqué sur place dans un lieu connu sous le nom de « la cour à gaz ». Dans les années 1860, trois logements ont été construits pour les gardiens de phare. L'huile de paraffine est devenue la source d'énergie en 1911 avec un mécanisme d'horlogerie pour changer le feu fixe en feu clignotant. Ce mécanisme devait être liquidé toutes les 25 minutes par le gardien de service.
C'est en 1972, que l'électricité est devenue la source d'alimentation de la lanterne. En mars 1996, le phare de Hook est devenu une station automatique, contrôlée à distance par le personnel à Dún Laoghaire et les derniers gardiens ont quitté définitivement le phare.
En 2001, le phare a été ouvert au public comme une attraction touristique et les anciennes maisons des gardiens ont été transformés en centre d'accueil.
En janvier 2011, la corne de brume de Hook a été entendu pour la dernière fois. En juin 2011, le phare a été placé dans le guide touristique Lonely Planet comme le plus vieux phare du monde.